# Córrego Taguatinga
O Córrego Taguatinga é um córrego brasileiro que nasce na região administrativa de Taguatinga, no Distrito Federal, entre a região das quadras QSF/QSC e a Avenida Leste em Samambaia. Foram criados os Parque Boca da Mata e Parque Ecológico Saburo Onoyama para proteger a sua nascente e sua mata ciliar. Ele corre no sentido sul-norte até se unir ao Córrego Cortado na região próxima ao Parque Ecológico Saburo Onoyama, para formar o Ribeirão Taguatinga.
Faz parte da Área de Relevante Interesse Ecológico Parque Juscelino Kubitscheck.

## Bacia
Região: Centro-Oeste
Unidade federativa: Distrito Federal
Região administrativa: Taguatinga
Bacia: Bacia do Rio Descoberto
Bioma: Cerrado